# Acyclania
Acyclania är ett släkte av fjärilar. Acyclania ingår i familjen björnspinnare.
Kladogram enligt Catalogue of Life:
| Acyclania | \| \| Acyclania schadei \| \| \| \| \| \| Acyclania tenebrosa \| \| \| \| |
|           | \| \| Acyclania schadei \| \| \| \| \| \| Acyclania tenebrosa \| \| \| \| |
|           | Acyclania schadei                                                         |
|           |                                                                           |
|           | Acyclania tenebrosa                                                       |
|           |                                                                           |